# Tanneguy Le Fèvre
Pour les articles homonymes, voir Le Fèvre.
Tanneguy Lefebvre, dit Tanaquillus Faber, né à Caen en 1615 et mort à Saumur le 12 septembre 1672, est un philologue et helléniste français.

## Biographie
Tanneguy Lefebvre commence ses études chez les jésuites du collège de La Flèche. Après avoir achevé ses études à Paris, il fut nommé contrôleur de l’imprimerie royale du Louvre par le cardinal Richelieu qui voulait en faire le principal d’un collège qu’il voulait fonder sous le nom de Richelieu, mais la mort du ministre fit évanouir ses espérances, et sa pension fut mal payée. Il quitta donc Paris et voyagea. Quelque temps après, étant allé à Langres avec M. de Francières, qui en était gouverneur, il embrassa le calvinisme en 1644. Il s’installa à Saumur en 1649 où il obtint, deux ans plus tard, un poste de professeur à l’académie protestante. Il occupa avec grand succès ce poste près de vingt ans, d’abord comme régent de troisième, puis comme titulaire d’une chaire de grec créée spécialement pour lui en 1665. Il tint également pension pour les élèves de l’académie, dont André Dacier, qui devait épouser sa fille.
Il représenta également l’Église réformée au synode du Poitou. Sa profonde érudition le met en correspondance avec de nombreux érudits de l’époque, dont Gronow, Ménage, Paul Bauldri ou Pellisson, qui font appel à ses lumières et le protègent. Pellisson lui faisait même anonymement payer une pension de cent écus. Colbert lui également fera attribuer une pension de 1 000 livres en 1665. Il aurait pu obtenir bien plus, mais sa religion faisait toujours obstacle à nombre de faveurs.
Sa manie de mettre des termes grecs ou latins là où il ne trouvait pas d’équivalent français l’a fait dépeindre par Molière dans les Femmes savantes sous les traits de Vadius.
Sa mauvaise santé croissante et un certain laxisme moral (il avait, à Saumur, une maitresse pour qui il rédigeait des vers latins qui couraient par la ville) le mirent en froid avec ses collègues de l’académie. Loin d’arranger les choses, sa propre prise de distance vis-à-vis du calvinisme et menèrent à une querelle avec le consistoire qui l’amena à démissionner de son poste le 25 octobre 1670.
Il reçut des offres de la part d’universités d’Angleterre, de Leyde et de Strasbourg désireuses d’obtenir ses services. En même temps, son compatriote Huet chercha à obtenir son abjuration, qu’il obtint le 20 mai 1671, mais il refusa de rendre sa conversion publique. Il était, comme l’a écrit Voltaire, sûrement « plus philosophe que huguenot ». Il fut d’ailleurs, lorsqu’il mourut soudainement alors qu’il venait d’accepter un poste à l’université de Heidelberg, enterré au cimetière protestant de la Bilange.
Lefebvre a publié au moins 37 ouvrages, dont des éditions, entre autres, de divers auteurs grecs non-conformistes (?) comme Longin, Anacréon, Sappho, Apollodore d'Athènes, Aristophane ou Lucien et latins comme Virgile, Horace, Lucrèce, Térence ou Tite-Live.
Une de ses filles, Anne Dacier, est devenue célèbre comme traductrice de grec. Son fils, Tanneguy II Lefebvre (Saumur, 1658-Saumur, 1717), fut lui aussi régent au collège de Saumur, avant de devenir pasteur en Suisse et en Angleterre puis de revenir à Saumur, après avoir abjuré.

## Publications
- Epistolae Criticae, 1659.
- Les Vies des poètes Grecs, 1665.
- Méthode pour commencer les humanités grecques et latines. Saumur, René Péan, 1670.
- Τα του Ανακρεοντοσ και Σαππηουσ μελε. Notas & animadversiones addidit Tanaquillus Faber; in quibus multa veterum emendantur. Saumur, René Péan, 1680.
- Journal du journal, ou Censure de la censure : Seconde journaline de Mr Lefèvre, Saumur, Jean II Lesnier, 1666, II-30 p., in-4° (OCLC 493523055, lire en ligne)Cet Ouvrage, dédié à son ancien élève Paul Bauldri, est une réponse à un article que l’abbé Gallois avait fait insérer dans le Journal des savans, et ou Le Fèvre était vivement critiqué.